# Sangha Trinational
Sangha Trinational är ett regnskogsområde i gränsområdet mellan de tre länderna Centralafrikanska republiken, Kamerun och Kongo-Brazzaville.
Området kom till 1999 när Yaoundédeklarationen skrevs under. Den innebar en överenskommelse om att skapa en tri-nationell park sammansatt av Dzanga-Sangha speciella reservat i Centralafrikanska republiken, Lobéké nationalpark i Kamerun och Nouabalé-Ndoki nationalpark i Kongo-Brazzaville. Området sköts av Centralafrikanska skogskommissionen (COMIFAC) och övervakas och finansieras av internationella viltgrupper såsom Världsnaturfonden (WWF), Wildlife Conservation Society (WCS) och Deutsche Gesellschaft für Internationale Zusammenarbeit (GIZ). Det utnämndes till världsarv 2012 efter att de ingående delarna hade varit uppsatta på sina länders tentativa världsarvslistor sedan 2006.